# Ataenius koghianus
Ataenius koghianus är en skalbaggsart som beskrevs av Renaud Maurice Adrien Paulian 1991. Ataenius koghianus ingår i släktet Ataenius och familjen Aphodiidae. Inga underarter finns listade.